# Vojenský hřbitov (Karlín)
Vojenský hřbitov v Karlíně se v 18. a 19. století nacházel v pražském předměstí Karlíně pod severním svahem vrchu Vítkov, mezi ulicemi Šaldova, Pernerova a U Invalidovny v městské části Praha 8.

## Historie
Roku 1732 zároveň se stavbou Invalidovny byl pro její potřeby založen hřbitov pro invalidy, situovaný jihozápadně od plánované stavby. Na něm roku 1781 postavili evangeličtí kupci kryptu pro pohřby a založili malý evangelický hřbitov. Roku 1786 byl hřbitov rozšířen pro potřeby vojska. Nově vzniklá část obklopila původní hřbitov z východu, severu a západu.

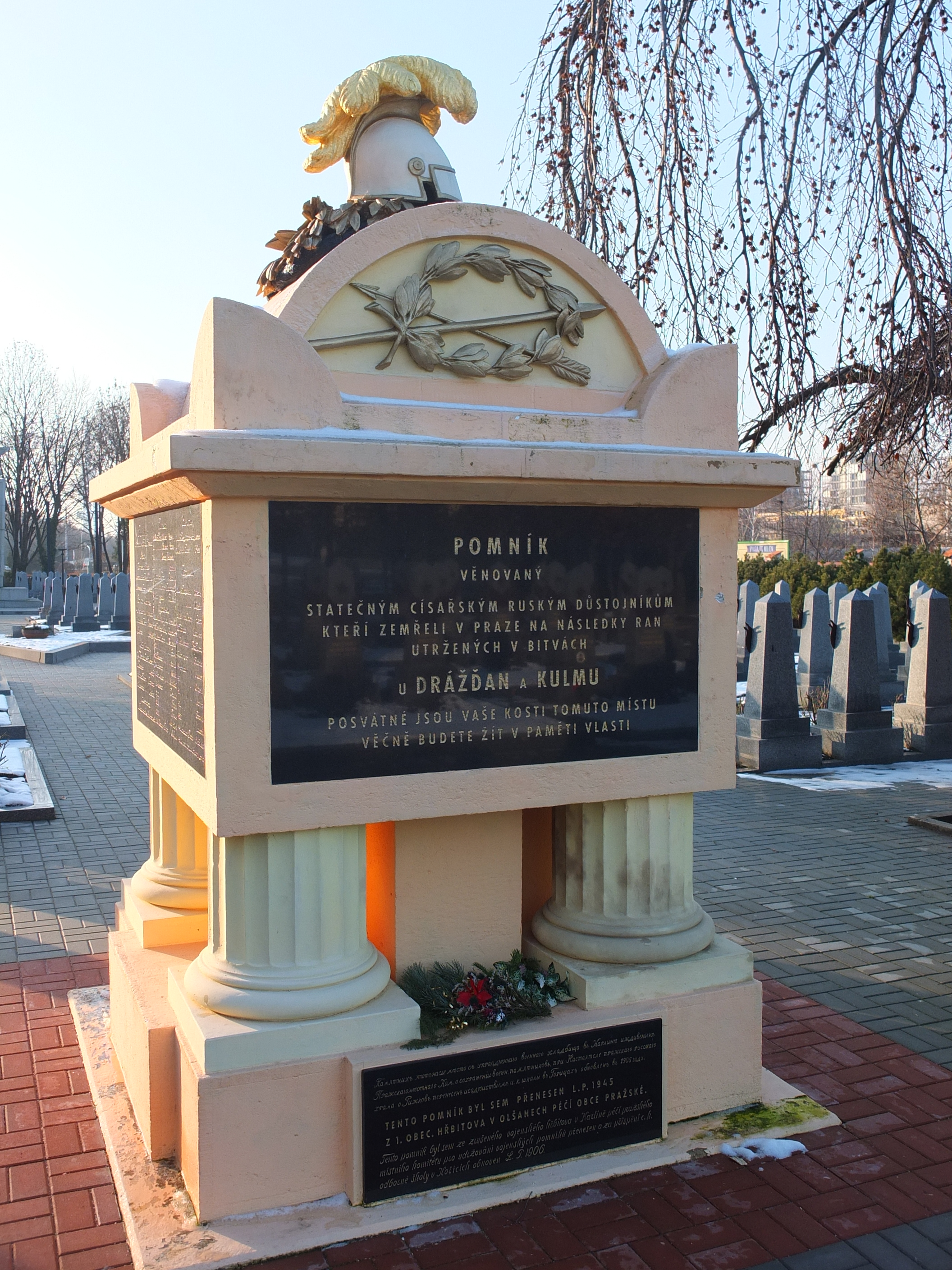
Pomník ruským důstojníkům padlým v bitvě u Drážďan, přenesený roku 1905 na Olšanské hřbitovy

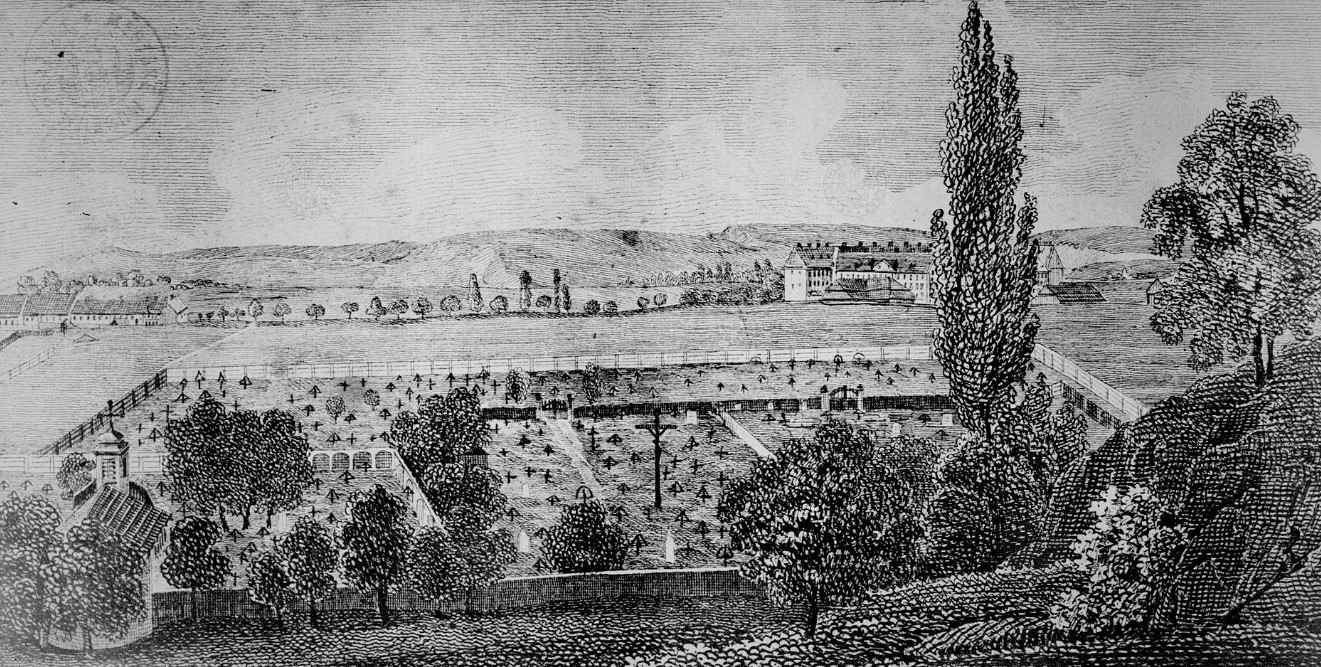
Dobový pohled na vojenský a evangelický hřbitov v Karlíně

V severní a východní části se nacházel hřbitov pro mužstvo. Poblíž vchodu na severní straně stál pomník vojáků padlých roku 1848 a pomník 286 pruských vojáků padlých roku 1866. V této části byl roku 1813 vztyčen pomník darovaný carem Alexandrem I. ruským vojákům, kteří byli zraněni při bitvách u Drážďan a Chlumce a zemřeli v Praze. Pomník obsahoval nápis v ruštině a němčině: „Posvátné jsou vaše kosti na těchto místech, nezapomenuti zůstanete ve své vlasti.“
V západní části byl hřbitov pro důstojníky s barokní hřbitovní kaplí. Sloužil pro pohřby pražských velitelů a důstojníků z městské posádky a pro pohřby ruských a pruských velitelů a důstojníků zraněných v bitvách, kteří zemřeli v pražských špitálech. Například ostatky generála Gerharda Scharnhorsta zraněného u Drážďan byly uloženy ve hřbitovní kapli a později převezeny do Berlína.

### Zrušení hřbitova
Po zatopení hřbitova povodní roku 1890 bylo rozhodnuto celý hřbitov zrušit, uskutečněno roku 1894. Vojenské hroby byly v letech 1905–1906 přeneseny na Olšany na odd. 10b na IX. hřbitově. Vojáci, kteří zemřeli v letech 1848–1849 a do roku 1866 v Praze a jejím okolí, byli pohřbeni na Olšanech do šachtového hrobu. Na Olšany byl přenesen také náhrobek šikovatele Michaela Hartmanna (sloužil 69 let u 28. pražského pluku), jeden ze 34 přenesených cenných náhrobků. Pomník darovaný carem Alexandrem I. byl po zrušení hřbitova poprvé přenesen na Olšany na I. obecní hřbitov odd. 6, poté přenesen na II. obecní hřbitov na olšanském pohřebišti ruských vojáků. Ostatky a některé pomníky byly přeneseny také k památníku ve Štěrboholích, kde tak vznikl nový hřbitov. Pozemky karlínského hřbitova v letech 1906–1911 odkoupila karlínská obec, která jejich část roku 1917 prodala Akciové společnosti strojírny (dříve Breifeld, Daněk a spol.) k rozšíření továrny a stavbě vlečky.

### Kaple
Jedinou připomínkou na zaniklý hřbitov je památkově chráněná barokní kaple, v jejímž interiéru je fresková malba znázorňující Korunovaci Panny Marie, české patrony a anděly. Kaple byla postavena roku 1753 na důstojnické části hřbitova a původně byla situována uprostřed jižní hřbitovní zdi. Jedná se o čtvercovou kapli s okrouhlým presbytářem. Její průčelí je zakončeno segmentovým štítem a odpovídá přelomu pozdního baroka a raného klasicismu. Na střeše má drobnou věžičku čtvercového půdorysu se skosenými nárožími a bání. Po zrušení hřbitova byl pozemek prodán a ve 20. století využíván jako překladiště n.p. ČKD Dukla. V kapli v té době býval dieselagregát, který zajišťoval oběh tepla do okolních hal.